# James Wani Igga
James Wani Igga (ur. w 1949 w Krillo, Hrabstwo Dżuba, Ekwatoria Środkowa, Sudan Anglo-Egipski) – południowosudański polityk i wojskowy. Wiceprezydent Sudanu Południowego od 23 sierpnia 2013 do 26 kwietnia 2016. Wcześniej zajmował stanowisko Przewodniczącego Parlamentu Sudanu Południowego.